# Ancyluris micans
Ancyluris micans är en fjärilsart som beskrevs av Hans Ferdinand Emil Julius Stichel 1924. Ancyluris micans ingår i släktet Ancyluris och familjen Riodinidae. Inga underarter finns listade i Catalogue of Life.